# Автомобільна прогулянка Україною

«Автомобільна прогулянка Україною: 70 маршрутів» — путівник видавництва «Балтія-Друк». 
Переможець рейтингу «Книжка року 2008» у номінації «Візитівка — краєзнавча і туристична література».
Книжка містить:
- опис 70 автомобільних туристичних маршрутів Україною
- 24 план-схеми обласних центрів,
- 43 карти-схеми трас,
- 1000 кольорових ілюстрацій
- практичні поради: що дивитися, де поселитися, чим пересуватися при відсутності власного автомобіля
- історичні легенди і міфічні оповідки

ISBN: 966-8137-58-2
Детальний опис та точні карти допоможуть автомандрівникам із задоволенням подорожувати Україною.
На початку кожного розділу книжки містяться корисні поради про транспорт, проживання, харчування та місця, які варто оглянути.
Кожен маршрут позначено окремим кольором та номером, що дозволяє швидко знайти необхідну інформацію.